# Josip Jelačić
Josip Jelačić Bužimski (Petrovaradin, 16. listopada 1801. – Zagreb, 20. svibnja 1859.), bio je general i ban hrvatski, dalmatinski i slavonski od 1848. do 1859. godine, član plemićke obitelji Jelačić, te jedan od najznačajnijih hrvatskih političara, kako u 19. stoljeću, tako i u cijeloj povijesti Hrvata. Ukinuo je kmetstvo i sazvao prve izbore za Hrvatski sabor. Kao vojskovođa pobijedio je u nizu bitaka protiv ustanika u Habsburškoj Monarhiji za vrijeme Revolucije u Ugarskoj 1848. godine. U Hrvatskoj se slavi kao nacionalni junak.

## Mladost
Josip Jelačić rođen je 1801. godine u gradu Petrovaradinu (danas dio Novog Sada), u Srijemu (tada dio Vojne krajine, danas u Srbiji), gdje je njegov otac Franjo, podmaršal austrijske vojske, bio zapovjednik slavonske Vojne krajine. Majka mu je bila Ana, djevojačkog prezimena Portner. Na dan rođenja 16. listopada već je kršten u župnoj crkvi sv. Jurja u Petrovaradinu.
Prošlost roda Jelačića tijesno je povezana s poviješću hrvatskoga naroda. Podrijetlom su bili iz Like i Josip Jelačić je često isticao svoje ličko podrijetlo. Četiri stoljeća pripadnici toga roda bijahu ratnici, istaknuti krajiški časnici, visoki vojni zapovjednici, državnici, svećenici, prosvjetitelji, dobrotvori i pisci.
Josip Jelačić s osam godina započinje svoje školovanje u bečkom Therezianumu, najelitnijoj plemićkoj školi svoga doba, gdje se sinovi plemića i velikaša odgajaju za administrativnu, vojnu službu u Habsburškom Carstvu.
Od 1819. godine, kada kao odličan diplomant napušta Therezianum, barun Jelačić vrtoglavo započinje uspon u činovima, častima i podvizima, ne samo u korist carstva kojem je služio, nego najprije svog hrvatskog naroda, njegovog interesa i promjene njegovog položaja.

## Vojnička služba
Vojničko službovanje započinje u Galiciji kao potporučnik u Trećoj konjaničkoj pukovniji, kojom zapovijeda barun Vinko Knežević, ujak njegove majke Ane. Zatim služi u Beču, Galiciji, Ogulinu, Drežniku, Italiji, opet u Ogulinu (često posjećuje u Zagrebu majku i prijatelje narodnjake koji se postavljaju na čelo hrvatskoga narodnog pokreta u borbi protiv mađarizacije), Zadru (često putuje po Dalmaciji i Crnoj Gori, te prati po Velebitu poznatoga botaničara saskoga kralja Fridrika Augusta), Glini i u skladu s tim napreduje u činovima. Pisma pretpostavljenih mu, navode da govori i piše njemački, hrvatski, francuski i mađarski i prilično dobro talijanski i latinski jezik, da je upućen u vojničke znanosti i da teži višoj naobrazbi, da je dobar mačevalac, izvrstan strijelac i izvanredan jahač, strateg, organizator, vojskovođa, da je spretan, radin, uslužan, blag, pravedan, brižan, šaljiv i vesele naravi. U predasima vojnih pohoda piše pjesme od kojih su neke toliko popularne da se pjevaju kao koračnice u Habsburškoj monarhiji, a i velik broj ih je spjevan njemu u čast. Prvu zbirku pjesama pod naslovom Eine Stunde der Erinnerung (Trenutak uspomene) objavljuje u Zagrebu 1825. godine na njemačkom jeziku. U Ogulinu u salonu svog pukovnika Schneckela širi narodnjačke ideje među časnicima i graničarima i često pjeva najpoznatije hrvatske budnice i prati se na glasoviru. Kao zapovjednik banske pukovnije u Glini, često ratuje s Turcima, a s nekima i prijateljuje. Od Mahmud-bega Bašića iz Bihaća dobiva na dar rasnog konja bijelca (na tom konju ide na bansko ustoličenje i poslije na Ugarsku).

## Banska čast
Kralj Ferdinand I./V. Habsburgovac imenuje ga 23. ožujka 1848. godine u Beču hrvatskim banom i tajnim kraljevskim savjetnikom i unapređuje u čin generalmajora i zapovjednika obiju banskih pukovnija, glinske i petrinjske, a Jelačić 8. travnja 1848. godine u Beču polaže bansku prisegu i biva imenovan feldmaršallajtnantom (podmaršalom) i vojničkim zapovjednikom u banskoj i krajiškoj Hrvatskoj, te biva svečano ustoličen 5. lipnja 1848. godine u Zagrebu.
Svečanost njegova ustoličenja prati svečanost otvaranja Hrvatskog sabora 6. lipnja, prvoga hrvatskog građanskog Sabora na osnovi izbornog reda utemeljenog po načelima građanskog liberalizma, s ukupno 191 zastupnikom, kojem prethode skupštine s preko nekoliko stotina predstavnika hrvatskog naroda održane 17., 22. i 25. ožujka 1848. godine u Zagrebu s donesenim narodnim programom – „Zahtijevanja naroda u 30 točaka, koje poklonstvena deputacija, do četiri stotine osoba, obučeni u narodnom odijelu, u surke, bijele ili modre hlače, s kalpakom ili crven-kapom i sabljama, jedini nacionalgardisti i varaždinski grenadiri u svojim uniformama, a svećenici u svom odijelu” – odnosi u Beč kralju Ferdinandu V. koji obećava potvrđenje tih Zahtjeva.

## 1848. godina
Ban Jelačić 25. travnja 1848. godine proglašava ukidanje kmetstva. Zapravo, Jelačić samo potvrđuje da je kmetstvo ukinuto („akoprem je već u kraljevinah Hàrvatskoj i Slavonii proglašeno…”) i da nema obveze tlake i daća, što se često nametalo, iako je kmetstvo ukinuo još Josip II. Zbog tog proglasa je Jelačić postao omiljen na selu.
Dana 28. travnja 1848. godine izdaje se Hrvatski forint, a 9. lipnja 1848. godine Hrvatski sabor u 18. točaka određuje odnos Kraljevina Hrvatske, Dalmacije i Slavonije prema Ugarskoj, ustrojenje Banskog vijeća – hrvatske vlade, korištenje hrvatskog jezika kao službenog jezika, što dovodi da mađarskim nastojanjima kralj Ferdinand V. manifestom od 10. lipnja 1848. godine lišava bana Jelačića svih služba i časti. Taj manifest ne bijaše objavljen i za njega ban Jelačić nije znao kad je 19. lipnja 1848. godine predavao kralju Ferdinandu V. „reprezentaciju” u kojoj Hrvatski sabor zahtijeva „uređenje Austrije kao federacije ravnopravnih naroda” i da u Hrvatskoj Trojednici bude obnovljena banska vlast od Drave do mora, slijedom koje kralj postavlja nadvojvodu Ivana za posrednika između Trojedne Kraljevine i Ugarske. Za manifest se doznaje 20. lipnja 1848. godine, te se na izvanrednoj sjednici Sabora 21. lipnja 1848. godine donose zaključci da se sav narod digne na oružje i pozove natrag 35 000 graničara iz Italije, a na prijedlog zastupnika Andrije Črnog 23. lipnja 1848. godine trg Harmice proziva se Trgom bana Josipa Jelačića. Ban Jelačić iz Celovca, gdje je zastao na putu u Zagreb, pismom smiruje stanje. Hrvatski sabor 29. lipnja 1848. godine zalaganjem bana Jelačića prihvaća posredovanje nadvojvode Ivana i traži opoziv manifesta.
Na zasjedanju 1. srpnja 1848. godine Sabor raspravlja o pismu nadvojvode Ivana kojim se ban Jelačić poziva u Beč na pregovore i upućuje kralju zahtjev u 11 točaka. To sve dovodi do mađarskih prijetnja ratom i u Hrvatskom saboru 4. srpnja 1848. godine ban Jelačić dobiva novac i dragocjenosti prisutnih, i kasnije drugih domoljuba, za opremanje vojske za otpor mađarskoj provali. Narodni zastupnici Trojedne Kraljevine Hrvatske, Slavonije i Dalmacije 6. srpnja 1848. godine upućuju proglas narodu u kojem upozoravaju na sve okolnosti u vezi s pregovorima s Mađarima. Da bi oslabio utjecaj mađarskih agenata po Slavoniji i Srijemu ban Jelačić odlazi u posjet na 12 dana u te krajeva (u Iloku na skupštini Srijemske županije drži govor koji oslikava njegov odnos prema rodnom kraju). Na proputovanju, 11. srpnja 1848. godine u Križevcima, gdje se kratko zadržao, čuvala ga je Križevačka djevojačka straža.
Dana 29. srpnja 1848. godine ban Jelačić u Beču vodi pregovore s predsjednikom ugarske vlade Batthyanyjem na kojima ne postiže prihvaćanje hrvatskih zahtjeva. Pregovori Batthyanyja i Jelačića završavaju kratkom objavom rata riječima:
| „ | Batthyany: Vidimo se na Dravi. Jelačić: Nema potrebe da se umarate. Vidimo se na Dunavu. | ” |
|   |                                                                                          |   |

Dana 6. rujna 1848. godine banu Jelačiću stiže pismo kralja Ferdinanda V. kojim opoziva manifest o smjenjivanju bana Jelačića od 10. lipnja 1848. godine. Aktivnosti Mađara na destabilizaciji Trojedne Kraljevine i njihova oružana aktivnost nad pučanstvom, rezultiraju 11. rujna 1848. godine prelaskom hrvatske vojske pod carskim barjakom preko rijeke Drave preko mosta kraj Varaždina (52 000 vojnika) i u Slavoniji (10 000 vojnika).
U Pešti 28. rujna 1848. godine dolazi do otvorene pobune protiv kraljevskog dvora i ubojstva grofa Lamberga, imenovanog u drugoj polovici rujna kraljevskim povjerenikom i vrhovnim zapovjednikom sve vojske u Ugarskoj, pa i Jelačićeve, pa hrvatska vojska po zapovijedi vojnog ministra Latoura kreće na sjeverozapad u smjeru austrijske granice gdje su joj se trebale pridružiti carsko-kraljevske čete u zapadnim krajevima Ugarske, u Slovačkoj i Češkoj. Dana 3. listopada 1848. godine kralj Ferdinand V. imenuje bana Jelačića guvernerom i vrhovnim zapovjednikom sve carsko-kraljevske vojske u Ugarskoj.
U Beču 6. listopada 1848. godine izbija revolucija kojoj cilj bijaše stvaranje velike jedinstvene Njemačke pod utjecajem Svenjemačkog parlamenta u Frankfurtu na Majni, a bijaše povezana s političkom djelatnošću Mađara u Ugarskoj i inicirana na njihov poticaj da bi carsko-kraljevske čete odvojili od bana Jelačića. Ban Jelačić 7. listopada 1848. godine uvečer dobiva vijest o izbijanju revolucije u Beču, o ubojstvu ministra rata Latoura i bijegu kralja Ferdinanda V. i odmah mijenja odluku da ide na Peštu i kreće na Beč kojeg opkoljuje sa 60 000 ljudi (do 20. listopada 1848. godine s carskim četama iz Češke i drugih krajeva Austrije taj broj se penje na 80 000 ljudi). 16. listopada 1848. godine kralj Ferdinand V. na zagovor njemačkih konzervativnih građanskih krugova promiče kneza Windischgraetza, vrhovnog zapovjednika u Češkoj, u čin feldmaršala i imenuje zapovjednikom sve carsko-kraljevske vojske, osim one koja se nalazila u Italiji pod zapovjedništvom maršala Radetzkoga.
Mađari dolaze revolucionarima u Beču u pomoć s 33 000 vojnika, te 28., 29. i 30. listopada 1848. godine vodi se bitka između bana Jelačića i Mađara. Dana 31. listopada 1848. godine u Beču prestaju sukobi. Banu Jelačiću 2. studenoga 1848. godine priređen je svečani doček u Beču. Dana 10. studenoga 1848. godine ruski car Nikola I. odlikuje ga Ordenom sv. Andrije i imenuje vitezom Reda sv. Vladimira I. stupnja, a 24. studenoga 1848. godine kralj Ferdinand V. iz Olomouca u Moravskoj dodjeljuje mu križ Leopoldova reda I. stupnja. Slična priznanja prima i iz Saske i Berlina. Dobiva Spomenicu bečkog dvora i spomen-medalju u bronci kojoj se tekst na naličju „Za kralja, zakon i jednakopravnost narodima”, mijenja u  „Za Austriju, zakon, slobodu i jednakopravnost” na intervenciju bečkog dvora.
Dana 17. studenoga 1848. godine crnogorski vladar Petar II. Petrović Njegoš bio je u vezi s banom Jelačićem i nudio mu je, preko Jelačićevoga guvernera Dalmacije, vojnu pomoć od 2000 Crnogoraca. U pismu od 17. studenoga Njegoš guverneru Dalmacije piše:
| „ | Istina je da su Crnogorci spremni da budu u pomoći svojoj braći Hrvatima, jedno po jedinoplemenosti, a drugo po njihovoj prirođenoj naklonosti vojničke trudove snositi. | ” |
|   | |   |

Pod zapovjedništvom kneza Windischgraetza 16. prosinca 1848. godine pokrenuta je vojna na Ugarsku. Vojska bijaše podijeljena na tri zbora, a prvim je zapovijedao ban Jelačić s kojim je ušao u Budim i Peštu 5. siječnja 1849. godine.
Novi vladar, car i kralj Franjo Josip I., imenuje bana Jelačića 2. prosinca 1848. godine gubernatorom Rijeke s pripadajućom zemljom, te civilnim i vojnim gubernatorom Dalmacije čime se većina hrvatskih povijesnih i etničkih područja ujedinjuje pod upravom jedne osobe, bana Jelačića.
Ban Jelačić, feldmaršal Windisch-Grätz te feldmaršal grof Radetzky su bili junaci koji su spasili staru Habsburšku Monarhiju: Radetzky je ugušio revoluciju u Italiji, Jelačić u Kraljevini Ugarskoj i Beču, a Windisch-Grätz u Češkoj.
Taj je slavni trojac bio takva ugleda među vojskom u Habsburškoj Monarhiji da su vojnici na svoje mačeve davali urezati WIR (pokratu za Windisch-Grätz, Iellachich, Radetzky), a koja je na njemačkom značila „mi”.
Josip Jelačić jedan je od hrvatskih pionira emancipacije Židova u Hrvatskoj, uz Bogoslava Šuleka, Narodne novine i ine. Ban Jelačić nije zaboravio potporu hrvatske židovske zajednice za revolucionarnih kretanja 1848./1849. Bio je članom njihova Društva čovječnosti (Humanitätsvereina) koje je osnovao Židov Jacques Epstein. Osobno je intervenirao u korist Židova kad su u nekim mjestima u Hrvatskoj izbili protužidovski ispadi zbog pristajanja dijela mjesne židovske zajednice uz mađarsku revoluciju. Zbog držanja Židova u Mađarskoj koji su stali uz mađarsku revoluciju, a poslije su još i proglašeni krivcima za revoluciju, svi protužidovski ispadi imali su korijene u hrvatsko-mađarskim razmiricama, odnosno u velikomađarskim idejama i netoleranciji prema Hrvatskoj koju su iskazali mađarski revolucionari (Lajos Kossuth i drugi). Za sprječavanje progona hrvatskih Židova proglasio je Jelačić prijeki sud, te izdao proglas u kojem je rekao „da nas sve bez razlike vjere mora ujediniti sloga i bratimstvo”.

## 1849. godina
U Habsburškoj monarhiji 4. ožujka 1849. godine donosi se oktroirani (nametnuti) ustav, koji se u Hrvatskoj proglašava temeljnim državnim zakonom 6. rujna 1849. godine. Ukida se sve što je postignuto u 1848. godini, ukida se sloboda tiska, zabranjuje svaki politički život, organizira oružništvo i policijski nazor. Naporima bana Jelačića na očuvanju hrvatske autonomije, potkraj 1849. godine Međimurje se priključuje Hrvatskoj, hrvatski jezik postaje službeni jezik, a u dopisivanju sa središnjim organima službeni je njemački jezik.
Za ratne zasluge ban Jelačić imenovan je 13. ožujka 1849. godine generalom topništva i vrhovnim zapovjednikom Južne armije u jugoistočnom području Monarhije koja ima 72 000 vojnika. Nakon devet mjeseci izbivanja iz Hrvatske, 26. travnja 1849. godine ban Jelačić vraća se u Osijek i nastavlja s oslobađanjem od Mađara zaposjednutih područja. Dekretom od 5. veljače 1851. godine imenovan je vlasnikom nove erdeljske infanterijske pukovnije.
Počasnim građaninom Pešte ban Jelačić proglašava se 1849. godine, počasnim građaninom Beča 4. rujna 1849. godine, Požuna 21. rujna 1849. godine i Oedenburga 2. listopada 1849. godine.
Ban Josip Jelačić nazoči dvanaest ministarskih konferencija i na dvanaestoj se oprašta od ministara jer se njihov rad protivi njegovim uvjerenjima i njegovoj savjesti.

## Društveno djelovanje
Prije polaska na vojnu službu, u Varaždinskoj županiji osniva Zavod bana Jelačića za nemoćne vojnike, a poslije rata na njegov prijedlog 17. prosinca 1849. godine osniva se Ozljeđenička zaklada za Trojednu Kraljevinu i Vojvodinu. Bansko vijeće utemeljuje Zakladu Jelačića bana u Zagrebu za nemoćne vojnike i njihove obitelji i ban Jelačić u fond te zaklade daje sve prihode od svog pjesničkog djela Eine Stunde der Erinnerung.
Njegovim zalaganjem 1850. godine osniva se Društvo za povjestnicu jugoslavensku, Ivanu Kukuljeviću Sakcinskome omogućuje se istraživački rad arhivske građe u Dubrovniku, značajne za hrvatsku povijest, te vladarevim patentom 7. rujna 1850. godine Zagreb biva spojen u jedinstvenu općinu i time se postavlja temelj modernoga grada Zagreba.
Smatrajući seljačke zadruge velikom blagodati seljaka, ustrajava na registriranju u zemljišnim knjigama urbarijalne zemlje zadruga kao zajedničkog vlasništva, uvođenju mirovnih sudova za rješavanje sporova među članovima zadruga i 1851. godine šalje u Beč jedan memorandum u vezi s diobom seljačkih zadruga.
Dana 13. prosinca 1851. godine upućuje poziv za izgradnju Hrvatskog kazališta, jer „bez narodnog kazališta ne ima nade da će se razviti naša književnost, dakle ni napredak našega duševnog izobraženja”. Vlada prikupljenim prilozima otkupljuje Stankovićevo kazalište (na križanju Ćirilometodske i Freudenreichove ulice) i prva predstava se priređuje 29. siječnja 1852. godine u tom u pravom smislu narodnom kazalištu u Hrvata. Godine 1894. u njoj se među posljednjim predstavama izvodi romantičarska drama Roderik i Elvira bana Jelačića.
Ban Jelačić zdušno podupire izdavanje školskih udžbenika na hrvatskom jeziku i stimulira rad autora, a kada carsko-kraljevskim dekretom biva zabranjena uporaba hrvatske trobojnice, a dopuštena uporaba crveno-bijele zastave za Kraljevinu Hrvatsku i modro-bijele za Kraljevinu Slavoniju, ban Jelačić se tome oštro protivi. Njegovim nastojanjem 11. prosinca 1852. godine, Zagrebačka biskupija podiže se na stupanj nadbiskupije i tim činom Crkva u Hrvata postaje neovisna od ugarskog episkopata.
Ban Jelačić ne posustaje u borbi za hrvatski jezik i u dopisu ministru pravde u Beču Karlu Krausu od 8. travnja 1853. godine zalaže se za njega „jer jedna od najljepših osobina hrvatskog naroda jest, da on svoj jezik nadasve ljubi… i baš ograničenja u jezičnom pogledu koja je htio mađarski sabor Hrvatima nametnuti, bili su jedan od glavnih uzroka otpora hrvatskog naroda protiv Mađara”. Podupire osnivanje i povezivanje trgovačko-obrtničkih komora na području sjeverne Hrvatske i 1854. godine osniva Hrvatsko-slavonsko gospodarsko društvo. Protivi se uvođenju žandarmerije, zalaže se za izgradnju cesta i željeznica i unaprjeđenje privredne djelatnosti.

## Kritika
Zbog svoje uloge u gušenju mađarskog narodnog preporoda u revoluciji 1848., čiji su ciljevi bili nalik onima u Zahtijevanjima naroda koji biva osnovni politički dokument Hrvatskog narodnog preporoda (sloboda štampe, ukidanje feudalizma, nacionalni parlament, jednakost pred zakonom, vjerska tolerancija, državna banka, nacionalno ujedinjenje i neovisnost), Jelačić i Windisch-Grätz postaju subjektom kritike mnogih liberalnih i revolucionarnih krugova.
Među kritičarima se našao i Karl Marx, utjecajni njemački sociolog, ekonomist i utemeljitelj marksizma.
U komentaru na zbivanja tijekom proljeća naroda u područjima Habsburške monarhije, u popularnim njemačkim novinama Neue Rheinische Zeitung, Marx zaključuje instrumentalnu ulogu Jelačića i Windisch-Grätza u gušenju narodnog ustanka u Beču i Mađarskoj.
U gornjem paragrafu, Marxa frustrira cijena koja je plaćena za ciljeve hrvatskog narodnog preporoda – gušenje istih u Mađarskoj i Beču. Potrebno je naglasiti kako kritika zbivanja ne negira valjanost zahtjeva koji bivaju plod Hrvatskog narodnog preporoda, nego već gušenje istih ideala diljem Habsburške monarhije radi postizanja tih ciljeva u samo jednoj pokrajini. Nije poznato koliko je Marx bio upućen u nacionalističke ambicije mađarske revolucije nad teritorijima Hrvatske.
Marx smatra da savezništvo Jelačića i carske vlasti proizlazi iz samog interesa Jelačića da osigura narodni preporod u Hrvatskoj, a ne bezumnog sluganstva Habsburškom autoritetu. Također zaključuje da te slobode osigurane iz suradnje Jelačića s Carskim vlastima drže svoj oslonac isključivo na gušenju mađarskog utjecaja – te da nestanak istog ostavlja hrvatski narod u nezavidnom položaju koji će osigurane slobode s vremenom samo rastavljati. Marxova predviđanja su potvrđena kako već sljedeće godine ministarstvo unutarnjih poslova Habsburške centralne vlasti zauzima Alexander Bach, i time započinje nasilno gušenje hrvatskog identiteta kroz strogu centralizaciju i germanizaciju. Razdoblje represije hrvatskog naroda nakon revolucije 1848. godine, koji počinje reformama Alexandra Bacha, naziva se Bachovim apsolutizmom.

## Obitelj
Ban Jelačić bijaše vrlo vezan sa svoje dvoje braće, Đurom i Antunom, te sestrom Cecilijom, o čemu svjedoče brojna pisma koja su razmjenjivali.

### Supruga
Grofica Sofija Jelačić (rođ. Stockau) rođena je 31. siječnja 1834. godine u mjestu Napajedla, Austrijsko Carstvo (današnja Češka Republika), u obitelji grofa Georga i Francizce Stockau. Imala je tri brata i jednu sestru te je još kao mala oboljela od kostobolje. Za svojeg boravka u Trojednoj Kraljevini često se liječila u Topuskom te je time pripomogla promoviranju tamošnjih toplica.
Josipa Jelačića upoznala je u proljeće 1850. godine i u travnju iste godine su se zaručili a vjenčanje šesnaestogodišnje grofice s pedesetogodišnjim banom uslijedilo je 22. srpnja 1850. godine, u Napajedli, u Moravskoj. Dana 16. srpnja 1851. godine ban kupuje vlastelinstvo Novi dvori, kupoprodajni ugovor biva naknadno sastavljen. Po Sofiji je, iz štovanja prema njoj, 1852. godine jedna staza u Tuškancu, kojom su šetali ona i suprug, nazvana Sofijin put (1949. godine promijenjeno u Dubravkin put).
Godine 1851. u Bakru je izgrađen brod posvećen Sofiji, pod imenom „Banica Sofija”.
Godine 1854. Jelačić dobiva titulu grofa, a Sofija je imenovana dvorskom damom hrvatske kraljice i austrijske carice Elizabete. Godine 1855. Sofija Jelačić rodila je djevojčicu Anicu, koja je 1856. godine umrla u Napajedli od kolere. Godine 1859. ban Josip Jelačić umro je, a grofica Jelačić ostala je živjeti u Novim dvorima u Zaprešiću. Godine 1863. udala se za grofa Adolfa Dubskog iz Moravske kojemu je rodila kćer Mariju Sofiju i sina Viktora. Umrla je u Beču 17. siječnja 1877. godine i pokopana je u Zdislavicama, u Moravskoj.

### Djeca
Prigodom vjenčanja cara i kralja Franje Josipa I., 1854. godine, ban Jelačić biva odlikovan grofovskim plemstvom, a banica Sofija imenovana je kraljičinom dvorskom damom. Sa suprugom Sofijom imao je jedno dijete, kćer Anicu. Anica je rođena na Božić 1855. godine u Novim Dvorima, a umrla je 11. rujna 1856. godine u Napajedli od kolere, ne napunivši ni godinu dana od rođenja. Pokopana je 2. listopada 1856. godine u Novim Dvorima, u kapeli sv. Josipa.

## Smrt
Ban Josip Jelačić umro je u Zagrebu, 20. svibnja 1859. godine, trideset minuta iza ponoći. Ban je umro poslije duge i teške bolesti. Tijelo mu je bilo balzamirano, te 22. svibnja izloženo u Banskom dvoru gdje su mu počasnu stražu do 26. svibnja držali Otočani. Sprovod mu je bio 26. svibnja 1859. godine. Na sam dan sprovoda Zagreb je bio obavijen u crno. Banu je tek formalnu počast odalo službeno izaslanstvo carskoga i kraljevskoga Dvora. Vojnu delegaciju predvodio je podban barun Josip Šokčević a prisutni na sprovodu bili su crkveni i civilni dostojanstvenici i deputacije, te mnoštvo naroda iz cijele Hrvatske. Pokopan je u Novim Dvorima, u kapeli Sv. Josipa, u Zaprešiću.

## Djela
- Eine Stunde der Erinnerung, Zagreb 1825. (prošireno izd. Gedichte, Beč, 1851.; prijevod, bez dramskih tekstova, Piesme Jelačića bana: u stihomierju izvornika, preveo Dr. Demeter, Na sviet izdao jedan odbornik spomenika Jelačića bana, Zagreb, 1861.)
- Pjesme – Gedichte, lirske pjesme i drame u 3 čina: Rodrigo i Elvira, prir. Stjepan Laljak, Ogranak Matice hrvatske Zaprešić, Zaprešić, 2009.[19]

## Odličja
Nepotpun popis:
- Austrijski Veliki križ Leopoldova reda.[20]
- Zapovjednički križ Reda Marije Terezije.[20]
- Križevi ruskih redova Sv. Andrije (Aleksandra) Nevskoga, Sv. Vladimira, Bijeloga orla te prve klase Reda Sv. Ane.[20]
- Veliki križ hannoverskoga reda dinastije Guelph.[20]
- Veliki križ saskoga reda sv. Heinricha.[20]
- Zapovjednički križ saskoga Ordena za civilne zasluge.[20]

## Posmrtne počasti
- Spomenik (Kip bana Josipa Jelačića u Zagrebu) (djelo Antona Dominika Frenkorna) mu se podiže i otkriva 16. prosinca 1866. godine na glavnom trgu u Zagrebu koje nosi njegovo ime i ostaje tamo osamdeset godina do rušenja u noći 25./26. srpnja 1947. godine. Zatim se 43 godine čuva u zagrebačkoj Gliptoteci gdje se o dijelovima rastavljenog spomenika brinuo čuveni hrvatski muzeolog ravnatelj Gliptoteke, Vukovarac Antun Bauer. Spomenik se ponovno vraća na glavni trg u Zagrebu, 16. listopada 1990. godine, na rođendan bana Jelačića.[21]
- U Austro-Ugarskoj monarhiji najljepša ulica u Petrovaradinu bijaše Jelačić Gasse, a nakon njezine propasti ulica dobiva naziv Jelačićeva ulica. Jedan od petrovaradinskih trgova uz Dunav također je nosio Jelačićevo prezime. Od 1948. godine u Petrovaradinu niti jedna ulica ni trg ne nose više prezime bana Jelačića, iako povijest bilježi velika djela koja je učinio za narod toga kraja.
- Tijekom Domovinskog rata, dvije su hrvatske postrojbe nosile Jelačićevo ime, 133. brigada HV »Ban Josip Jelačić« iz Otočca i brigada HVO »Josip ban Jelačić« iz Kiseljaka.
- U Republici Hrvatskoj od 31. listopada 1993. godine u čast bana Josipa Jelačića novčanica od 20 kuna nosi njegov portret.
- Na 200. obljetnicu rođenja bana Josipa Jelačića, 16. listopada 2001. godine, Hrvatska pošta izdaje set poštanskih maraka i dopisnicu sa spomenikom bana Jelačića, a u Petrovaradinu Odbor za proslavu organizira svečanu misu za bana Jelačića, otkrivanje spomen-ploče na rodnoj mu kući, kulturno-umjetnički program i izdaje publikaciju.
- Umjetnička udruga »Plemićka mladež« iz Zaprešića čuva uspomenu na hrvatskog bana Josipa Jelačića i kompleks Novih Dvora i organizira: »Dane plemstva« u lipnju, te »Jelačić bal« u zagrebačkom hotelu The Regent Esplanade povodom obilježavanja obljetnice rođenja bana Josipa Jelačića.
- Grad Zaprešić organizira obilježavanje obljetnice smrti bana Josipa Jelačića 20. svibnja, te »Dane Jelačića« u listopadu, odnosno manifestaciju kojom se obilježava obljetnica rođenja bana Jelačića. Dan njegovog rođenja, 16. listopada, ujedno se slavi i kao Dan grada Zaprešića. U Novim dvorima u Zaprešiću također se obilježava Dan Ratne škole Ban Josip Jelačić u kojoj se školuju hrvatski vojni kadrovi, a srednja škola u Zaprešiću također nosi ime Ban Josip Jelačić.
- Športska natjecanja koja nose njegovo ime: 
  - natjecanje u tenisu u kategoriji do 14 godina »Kup Ban Josip Jelačić«
  - turnir u preponskom jahanju »Kup Ban Josip Jelačić« koji organizira Konjički klub Trajbar iz Zaprešića
  - međunarodni taekwondo turnir Ban Jelačić u organizaciji TK Kuna iz Zaprešića
  - državni turnir u malom nogometu »Ban Josip Jelčić« za osobe s posebnim potrebama u organizaciji sportskog društva specijalni sportovi »Olimp«.
- Njegov rođendan HNV i hrvatska zajednica u Republici Srbiji obilježava kao svoj blagdan.[22][23]
- Stanislav Preprek skladao je himnu Josipu Jelačiću na stihove koje je napisao Đuro Arnold.[24]
- U Napajedli na kući gdje su se 1850. godine vjenčali Sofija Stockau i Josip Jelačić postavljena im je 2013. godine spomen-ploča.[25]
- U poljskome gradu Łańcutu, gdje je bio mladi časnik na službi od 1819. do 1825. godine te od 1828. do 1830. godine, 2021. godine postavljena mu je spomen-ploča.[26]

## Galerija
- Grofovski grb bana Josipa Jelačića iz 1854., s Jelačićevom krilaticom Što Bog dade i sreća junačka.
- Ban Jelačić, na slici 1848. godine.
- Ban Jelačić, na slici 1848. godine.
- Prijelaz hrvatske vojske (pod vodstvom bana Josipa jelačića) prijeko Drave kod Varaždina, 11. rujna 1848. godine.
- Jelačić sa svojim vojnicima, prije bitke kod Schwechata, 1848. godine.
- Windisch-Grätz, Radetzky i Jelačić, na slici 1848. godine.
- Ban Jelačić, na slici 1849. godine.
- Ban Jelačić, na slici 1850. godine.
- Ban Jelačić, na slici 1850. godine.
- Ban Jelačić, na slici 1852. godine.
- Kip bana Josipa Jelačića u Zagrebačkoj katedrali.
- Poprsje bana Jelačića, rad Miklósa Vaya.
- Jelačićev trg, 1880. godine.
- Spomenik banu Jelačiću u Zagrebu.
- Novi dvori Jelačićevi u Zaprešiću prije obnove.
- Oznaka hrvatskog bana, 1848. godine.

## Povezano
- Dodatak:Popis nositelja Vojnog reda Marije Terezije rodom iz Hrvatske
- Revolucija u Mađarskoj 1848.

### Članci
- Polić, Maja. 2009. Prilog o biskupima zapadne Hrvatske u korespodenciji Rački - Strossmayer. Riječki teološki časopis. Riječki teološki časopis. Rijeka. 33 (1): 95–118

## Vanjske poveznice
- Josip Jelačić Hrvatska enciklopedija (LZMK)
- Josip Jelačić Hrvatski biografski leksikon
- Izložbe: Stalni postav: Ban Josip Jelačić, Muzej grada Zagreba
- Tomislav Markus, Između revolucije i legitimiteta: hrvatski politički pokret 1848–1849. // Fontes: izvori za hrvatsku povijest, sv. 12, br. 1. Studeni 2006. str. 19–40., (Hrčak)
- (engl.) Ljiljana Marks, Ban Josip Jelačić in Croatian Oral Legends: Between History and Myth // Narodna umjetnost: hrvatski časopis za etnologiju i folkloristiku, sv. 41, br. 1. Lipanj 2004., str. 7–21.,  (Hrčak)

| Političke dužnosti         | Političke dužnosti                          | Političke dužnosti       |
| -------------------------- | ------------------------------------------- | ------------------------ |
| prethodnik Franjo Haller   | Hrvatski ban 1848. – 1859.                  | nasljednik Ivan Coronini |
| prethodnik Matija Rukavina | guverner Kraljevine Dalmacije 1848. – 1858. | nasljednik Lazar Mamula  |